# 1646년
1646년은 월요일로 시작하는 평년이다.

## 연호
- 남명(南明) 융무(隆武) 2년
- 순(順) 영창(永昌) 3년
- 서(西) 대순(大順) 3년
- 청(淸) 순치(順治) 3년
- 일본(日本) 쇼호(正保) 3년
- 후 레 왕조(後黎朝) 푹타이(福泰) 4년
- 막 왕조(莫朝) 투언득(順德) 9년

## 기년
- 남명(南明) 소종 융무제(紹宗 隆武帝) 2년 / 소무제(紹武帝) 즉위년 / 감국 노왕(監國魯王) 원년
- 순(順) 이자성(李自成) 3년
- 서(西) 장헌충(張獻忠) 3년
- 류큐(琉球) 쇼켄왕(尚賢王) 6년
- 청(淸) 세조 순치제(世祖 順治帝) 3년
- 조선(朝鮮) 인조(仁祖) 24년
- 후 레 왕조(後黎朝) 진종(眞宗) 4년

## 탄생
- 2월 23일 - 일본 에도 막부 5대 쇼군 도쿠가와 쓰나요시.
- 7월 1일 - 독일 철학자, 수학자 고트프리트 라이프니츠

## 사망
- 4월 30일(음력 3월 15일) - 소현세자의 부인 민회빈 강씨
- 8월 1일(음력 6월 20일) - 조선 중기의 군인 임경업